# Ptecticus bequaerti
Ptecticus bequaerti är en tvåvingeart som beskrevs av James 1952. Ptecticus bequaerti ingår i släktet Ptecticus och familjen vapenflugor. Inga underarter finns listade i Catalogue of Life.